# Американская женская суфражистская ассоциация
Америка́нская же́нская суфражи́стская ассоциа́ция (англ. the American Woman Suffrage Association, аббр. AWSA) — национальная организация по защите женских избирательных прав, основанная в 1869 году в Бостоне. Американская женская суфражистская ассоциация лоббировала принятие законов, предоставляющих или расширяющих женское избирательное право в США. Одна из видных лидеров суфражистского движения, Люси Стоун, в 1870 году начала издавать «Женский журнал». Данное издание являлось «голосом» организации, а впоследствии оно стало голосом американского женского движения в целом.
В 1890 году Американская женская суфражистская ассоциация объединилась с конкурирующей организацией — Национальной женской суфражистской ассоциацией (NWSA). Новую организацию, получившую название Национальная американская женская суфражистская ассоциация (NAWSA), первоначально возглавляли Сьюзен Браунелл Энтони и Элизабет Кейди Стэнтон, женщины, являвшиеся лидерами Национальной женской суфражистской ассоциации.

## История
После гражданской войны в 1866 году лидеры аболиционистских и суфражистских движений основали Американскую ассоциацию по равноправию для защиты прав граждан голосовать независимо от расы и пола. Разногласия между членами группы, существовавшие с самого начала, стали очевидны в ходе борьбы за ратификацию двух поправок к Конституции Соединённых Штатов. В тексте предложенной Четырнадцатой поправки, которая гарантировала равную защиту прав всех граждан независимо от расы, цвета кожи, вероисповедания или предыдущего состояния рабства, присутствовало слово «мужчина» (англ. male). Предложенная Пятнадцатая поправка расширяла право голоса афроамериканских мужчин, но не женщин. После продолжительной конвенции 1869 года, AERA ликвидируется, что приводит к образованию двух организаций, выступающих за женское право голоса: Национальной женской суфражистской ассоциации (NWSA) и Американской женской суфражистской ассоциации (AWSA).